# Inge Correll
Inge Correll (født 22. august 1938) er en dansk erhvervskvinde og takt-og-tone-ekspert, der fra 1987 til 2012 drev Havreholm Slot, som hun ejede fra 1999 til 2012.

## Karriere
Inge Correll er oprindelig bankuddannet, idet hun gennemførte en treårig læretid som bankassistent i Ringsted, men tog i 1950'erne på studieophold i Frankrig, Schweiz og Italien, hvor hun kastede sig over kunsthistorie og litteratur. Hun skiftede atter spor, og i 1960 gennemførte hun sin hoteluddannelse på Hotel 3 Falke i København. I 1964 blev hun chefstewardesse i SAS, hvor hun fik ansvaret for oplæringen af omkring 600 stewardesser, hovedsagelig danske og japanske. Siden blev hun salgs- og marketingdirektør på Hotel d'Angleterre og Hotel Eremitage, og i 1987 blev hun hentet til Havreholm Slot som administrerende direktør, hvor hun allerede i 1989 blev medejer og i 1999 eneejer. I 2000'erne var hun medlem af Den Liberale Erhvervsklub, og VK-regeringen holdt ofte sine seminarer på slottet. I 2010 gik Havreholm Slot konkurs, men blev rekonstrueret med fornyet kapital, og året efter, 2011, valgte Correll at indstille sin aktive erhvervskarriere for i stedet at hellige sig foredrags- og skribentvirksomhed.
I 2002 modtog hun prisen 'The Leading Women Entrepreneurs of the World' og blev kåret som 'Årets Danske Erhvervskvinde'.

## Forfatterskab
Inge Correll har skrevet to bøger om takt og tone. Hun har desuden været en flittig debattør i medierne.